# Золотистый листник
Золотистый листник (лат. Phytotriades auratus) — вид бесхвостых земноводных из семейства квакш, единственный представитель рода Phytotriades. Вид был выделен из рода Phyllodytes на основе генетических данных.

## Описание
Самцы вырастают до 29 мм, самки до 35 мм в длину. У них заострённые зубы и острые «клыки», у самцов крупнее, чем у самок. Самцы территориальны и могут использовать свои клыки в бою. Спина шоколадно-коричневого цвета и имеет две радужные золотисто-жёлтые полосы.

## Образ жизни
На Тринидаде встречается в горных тропических лесах и карликовых лесах на высоте около 940 м над уровнем моря. На Серро-Хумо вид был найден в карликовом лесу недалеко от вершины горы (1250 м). Вид тесно связан с гигантской бромелией Glomeropitcairnia erectiflora. 

## Размножение
Плодовитость, вероятно, низкая  — максимум 5-6 головастиков. Головастики живут в цветках бромелий, при вылуплении имеют длину 14 мм и вырастают до 40 мм.

## Распространение
Вид известен с вершин Эль-Серро-дель-Арипо и Эль-Тукуче, двух самых высоких вершин на Тринидаде, а также с Серро-Хумо на полуострове Пария, Венесуэла. Существуют косвенные доказательства, свидетельствующие о том, что вид также может встречаться (или встречался) на острове Маргарита.